# Nikola Aleksiev
Pour les articles homonymes, voir Aleksiev.
Nikola Bogdanov Aleksiev (29 juin 1909 - 19 juillet 2002), est un espérantiste bulgare.

## Biographie
Nikola Aleksiev nait le 29 juin 1909 à Berkovitsa, en Bulgarie, de Bogdan Aleksiev, cordonnier. Il étudie à Berkovitsa et Doupnitsa, avant de rejoindre le parti communiste. En 1928, alors étudiant en agronomie à l’université de Sofia, il rédige la gazette de gauche Studenta Tribuno, pour laquelle il est exclu de l’université, jugé et emprisonné.

## Œuvres
- (eo) Nikola Aleksiev, Historio de la Esperanto-movado, 1992